# Лесли, Александр, 5-й граф Ливен
Александр Лесли, 5-й граф Левен (англ. Alexander Leslie, 5th Earl of Leven; 28 мая 1695 — 2 сентября 1754) — шотландский дворянин и пэр.

## Происхождение
Родился 28 мая 1695 года. Младший сын Дэвида Лесли, 3-го графа Левена (1660—1728) и леди Энн Уэмисс (1675—1702) . Его мать была старшей дочерью Джеймса Уэмисса, лорда Бернтисленда, и леди Маргарет Уэмисс, графини Уэмисс (единственной дочери Дэвида Уэмисса, 2-го графа Уэмисса).

## Карьера
В июне 1729 года после смерти своего племянника, Дэвида Лесли, 4-го графа Левена (1717—1729), Александр Лесли унаследовал графства Левен и Мелвилл, хотя последний титул он не использовал.
Лорд сессии (1734—1754), великий мастер Великой ложи Шотландии (1741—1742), верховный комиссар Генеральной ассамблеи Церкви Шотландии (1741—1753), шотландский пэр-представитель в Палате лордов Великобритании (1747—1754), лорд полиции с 1754 года.

## Личная жизнь
Лорд Левен был дважды женат. 23 февраля 1721 года он женился первым браком на Мэри Эрскин (? — 12 июня 1723), дочери полковника Джона Эрскина из Карнока (третий сын Дэвида Эрскина, 2-го лорда Кардросса) и Анны Дандас (дочь Уильяма Дандаса из Кинкавела). Дети от первого брака :
- Дэвид Лесли, 6-й граф Левен (4 мая 1722 — 9 июня 1802), который женился на Вильгельмине Нисбет, дочери Уильяма Нисбета[4].

После смерти своей первой жены в 1723 году он женился вторым браком 13 марта 1726 года на достопочтенной Элизабет Монипенни (26 марта 1700 — 15 марта 1783), дочери Александра Манипенни из Питмилли и достопочтенной Магдалины Эрскин. У супругов было четверо детей:
- Александр Лесли (1731 — 27 декабря 1794), генерал-майор британской армии, женившийся на Мэри Туллиделф, дочери Уолтера Туллиделфа из Туллиделфа, в 1760 году.
- Леди Энн Лесли (27 февраля 1730 — 6 ноября 1779), в 1748 году вышедшая замуж за Джорджа Карнеги, 6-го графа Нортеска.
- Леди Мэри Лесли (8 мая 1736 — 29 февраля 1821), писательница, которая вышла замуж за доктора Джеймса Уокера в 1762 году. После его смерти она вышла замуж за Джорджа Робинсона Гамильтона[6][7].
- Леди Элизабет Лесли (1737 — 10 апреля 1788), которая в 1767 году вышла замуж за Джона Хоупа, 2-го графа Хоуптауна[8].

Лорд Левен и Мелвилл скончался 2 сентября 1754 года, и его титулы унаследовал его старший сын Дэвид.